# Distretto di Bajan
Il distretto di Bajan è uno dei ventisette distretti (sum) in cui è suddivisa la provincia del Tôv, in Mongolia. Conta una popolazione di 2.093 abitanti (censimento 2007). 